# Marsens-Turm

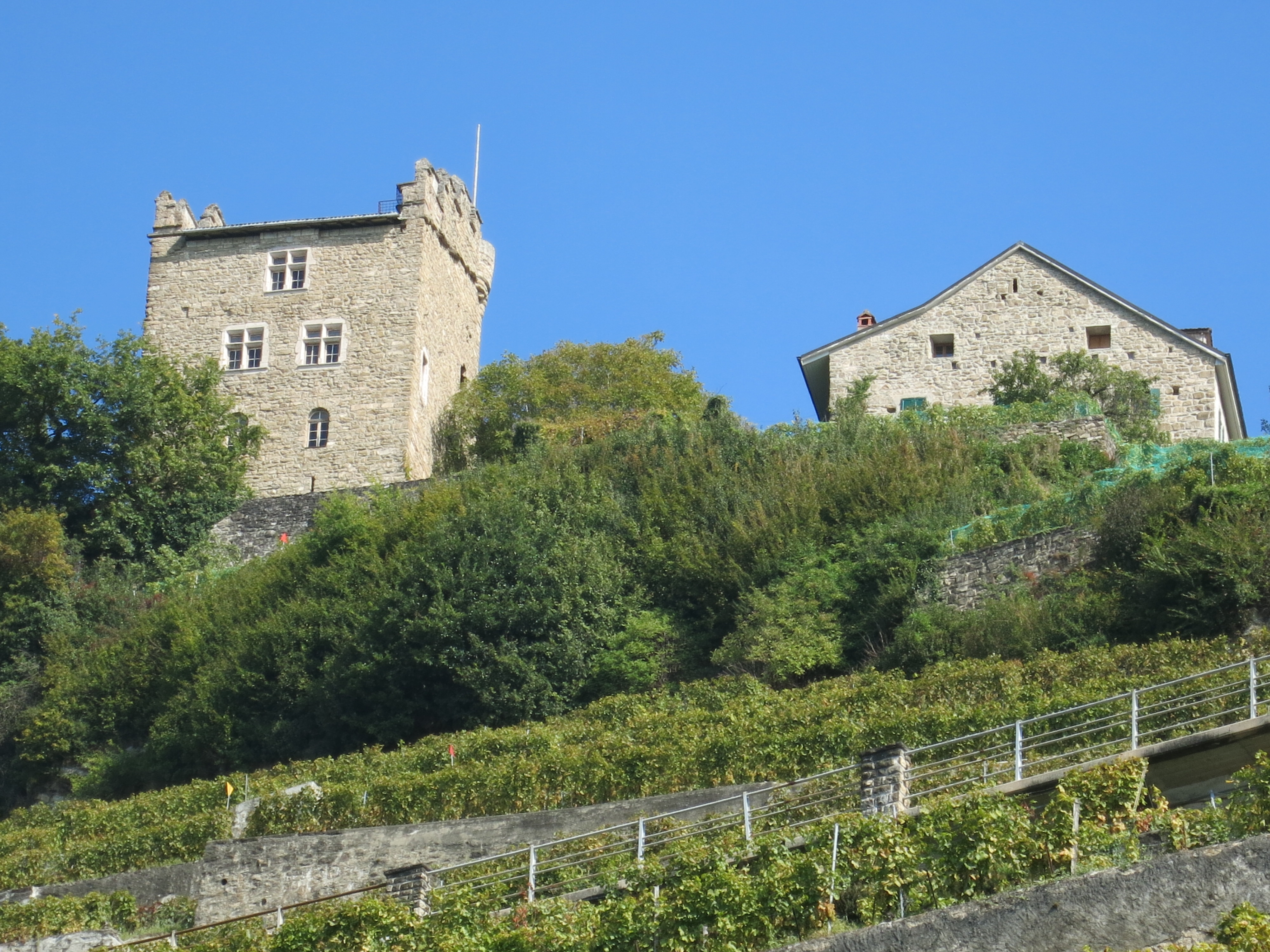
Tour de Marsens

Der Marsens-Turm (frz. Tour de Marsens) ist ein Wehrturm in Puidoux in der Schweiz. Er ist ein Kulturgut von regionaler Bedeutung und steht somit unter Denkmalschutz.

## Lage und Architektur
Der Turm steht auf dem Gemeindegebiet von Puidoux im Kanton Waadt. Genauer befindet sich der Turm auf dem Gebiet Dézaley in den Weinterrassen des Lavaux.
Er hat einen Grundriss von 10,9 m auf 11,4 m und besitzt vier Stockwerke. Vier Schiessscharten, eine zugemauerte Tür an der Südostfassade im ersten Stock sowie ein paar kleine (ebenfalls zugemauerte) Fenster sind aus dem 13. Jahrhundert. Aus dem Ende des 15. Jahrhunderts befinden sich eine steigende Zinne, ein oben abgetragener Wehrerker in der Nordecke, grosse Fensterkreuze auf der Südwestseite und eine hohe Tür an der Südostfassade am Gebäude. Ein altes Winkeltürmchen wurde abgestumpft.

## Geschichte
Den Turm hat im 13. Jahrhundert ein unbekannter Auftraggeber erbauen lassen, und er gelangte 1273 in den Besitz des Bischofs von Lausanne. Ab 1287 gehörte der Turm den Francoz, von 1356 bis 1527 den Grafen von Greyerz, von 1527 bis 1572 den Herren von Plait und anschliessend den Clavels von Cully und Ropraz. Die Clavels behielten die Herrschaftsrechte, verkauften aber den Turm und die Reben im Jahre 1870 an die Familie Naef, welche 1969 eine Familienstiftung gründete, um den Turm in seinem Zustand erhalten lassen zu können.
Von 1833 bis 1896 restaurierte François Naef den Turm.